# Калцоларо (Перуђа)
Калцоларо је насеље у Италији у округу Перуђа, региону Умбрија.
Према процени из 2011. у насељу је живело 381 становника. Насеље се налази на надморској висини од 275 м.